# Wilhelmsdorf (Usingen)

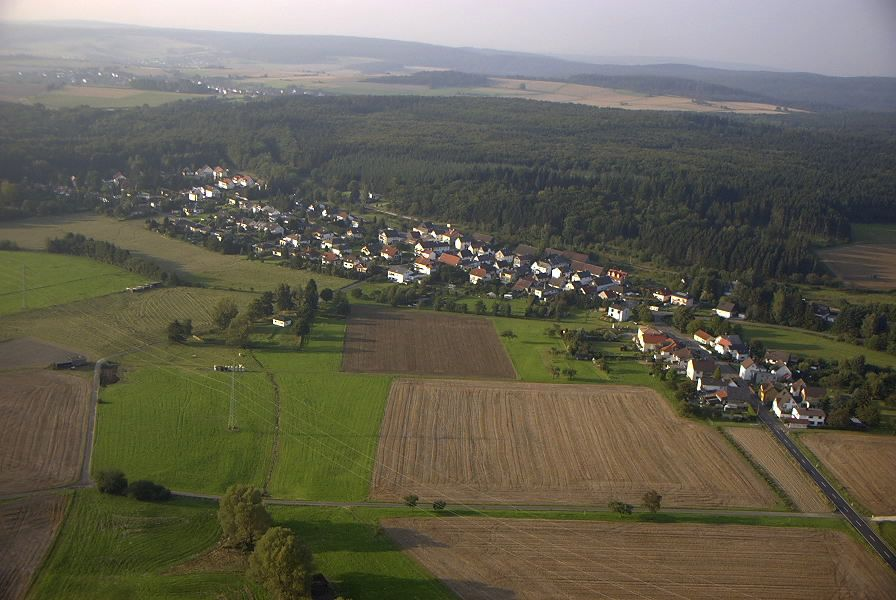
Luftbild Wilhelmsdorf

Wilhelmsdorf ist ein Stadtteil von Usingen im hessischen Hochtaunuskreis.

## Geographie
Wilhelmsdorf liegt auf einer Höhe von 360 bis 400 Meter. Höchste Erhebungen bei Wilhelmsdorf sind der Galgenkopf mit 409 Metern über NN und der Hirschsteinlai mit 430 Meter über NN.
Nachbarorte sind Niederlauken (westlich), Hundstadt (nördlich), Usingen (östlich) und Merzhausen (südwestlich).

## Geschichte

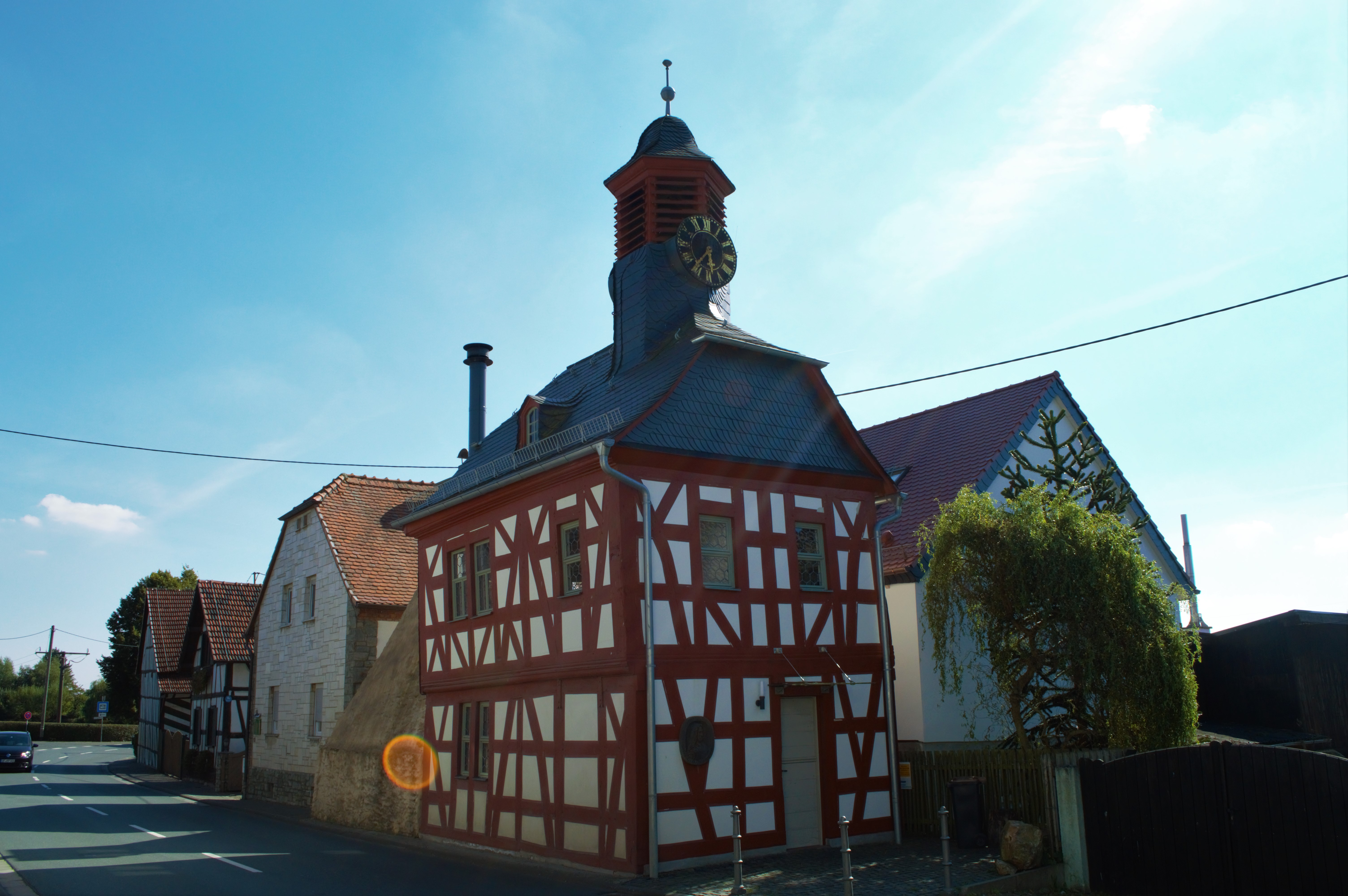
Altes Rathaus

Auf dem Gebiet des heutigen Wilhelmsdorf wird 1280 ein Ort „Hunengesesse“ erwähnt. Im Jahr 1685 ließ Graf Walrad von Nassau-Usingen einen Jagdhof errichten.
Am 24. Juni 1707 wurde die Gründungsurkunde für die Gemeinde Wilhelmsdorf durch den Gründer, Fürst Wilhelm Heinrich von Nassau-Usingen unterschrieben. Kern des neuen Ortes war das im Besitz des Fürsten befindliche 400 Morgen große Gut „der neue Hof“. Nach dem Willen des Fürsten wurden hier 7 ausgesuchte Familien angesiedelt, die neben dem Land auch noch kostenlos Bauholz für die Errichtung der Siedlung erhalten sollten. Um eine Zersplitterung des Landes durch Realteilung zu vermeiden, wurde am 18. Februar 1716 per Edikt die Unteilbarkeit der Anwesen festgelegt.
Da die Wilhelmsdorfer weder über eine eigene Kirche, noch eine Schule verfügten, wurden diese Gebäude im Nachbarort Merzhausen mitgenutzt. Auch heute noch besteht eine gemeinsame Kirchengemeinde.
Mit der Integration der Heimatvertriebenen 1946 verdoppelte sich die Einwohnerzahl Wilhelmsdorfs (von 133 Einwohnern im Jahre 1939). Auch das Rathaus wurde mit wohnungslosen Vertriebenen belegt.
1950 wurde eine Schule errichtet. Nachdem in Usingen Ende der 60er Jahre eine Mittelpunktgrundschule eingerichtet wurde, wurde die Schule zum heutigen Dorfgemeinschaftshaus umgebaut.
Zum 1. August 1972 wurde die Gemeinde Wilhelmsdorf im Zuge der Gebietsreform in Hessen kraft Landesgesetz als Stadtteil nach Usingen eingemeindet. Für den Stadtteil Wilhelmsdorf wurde, wie für die anderen eingemeindeten ehemals eigenständigen Gemeinden von Usingen, ein Ortsbezirk eingerichtet.

## Politik
Für Wilhelmsdorf besteht ein Ortsbezirk (Gebiete der ehemaligen Gemeinde Wilhelmsdorf) mit Ortsbeirat und Ortsvorsteher nach der Hessischen Gemeindeordnung.
Der Ortsbeirat besteht aus drei Mitgliedern. Bei den Kommunalwahlen in Hessen 2021 betrug die Wahlbeteiligung zum Ortsbeirat 60,20 %. Dabei wurden gewählt: ein Mitglied der CDU, ein Mitglied der SPD und zwei Mitglieder der „Freien Wählergemeinschaft“ (FWG). Der Ortsbeirat wählte Thomas Lotz (CDU) zum Ortsvorsteher.

## Sehenswürdigkeiten
Das unter Denkmalschutz stehende historische Rathaus ist Blickfang des Ortes. Neben dem Rathaus steht das ehemalige Backhaus (Backes).

## Infrastruktur

### Einrichtungen
Der Ort verfügt über ein Bürgerhaus mit Sporthalle sowie ein Feuerwehrhaus für die Freiwillige Feuerwehr.

### Verkehr
Wilhelmsdorf ist durch die Bahnstrecke Friedrichsdorf–Albshausen an das Usinger Land und das Rhein-Main-Gebiet angebunden. Der Bahnhof Wilhelmsdorf (Taunus) beim Streckenkilometer 22,87 ist mit der Höhe 399,45 Meter über NN die höchstgelegene Station der Strecke. 
Auf der Straße ist Usingen 5 km entfernt.